# Alexandre Pato
Pour les articles homonymes, voir Alexandre Rodrigues, Pato, Rodrigues (homonymie) et Silva.
Alexandre Rodrigues da Silva, plus connu sous le nom d'Alexandre Pato, né le 2 septembre 1989 à Pato Branco, dans l'État du Paraná, au Brésil, est un footballeur international brésilien qui jouait au poste d'attaquant.
Le surnom Pato vient du nom de sa ville natale, Pato Branco, signifiant canard blanc en portugais.

## Biographie

### Carrière en club

#### Des débuts prometteurs

##### SC Internacional
Le Sport Club Internacional est son club formateur. En 2006, alors qu'il n'a que 16 ans, il joue dans le championnat brésilien des moins de 20 ans. Le SC Internacional remporte ce championnat (4-0 en finale contre le Grêmio), où Pato devient le meilleur buteur de la compétition avec 7 buts. À la suite de cette performance, étonnante pour son âge, il signe un contrat de 3 ans avec son club formateur avec une clause libératoire de 20 millions de dollars.
Dans la foulée, il débute avec les professionnels à 17 ans, en novembre 2006 : il marque un but, touche une transversale, et fournit trois passes décisives. Il est convoqué pour la demi-finale de la Coupe du monde des clubs contre le club égyptien d'Al Ahly SC. Pato marque un but, devenant ainsi le plus jeune joueur à marquer un but en compétition officielle FIFA, battant le précédent record de Pelé, à 17 ans et 102 jours. En finale de cette compétition, il remporte l'épreuve face au FC Barcelone (1/0). La saison suivante, il collectionne 10 matches pour 6 buts en championnat et remporte avec l'équipe la Recopa Sudamericana contre le CF Pachuca en marquant à l'aller et au retour. Il suscite dès lors l'intérêt grandissant des plus grands clubs européens.

##### AC Milan
Le 2 août 2007 le Milan annonce son transfert pour 22 millions d'euros. Toutefois, il ne pourra jouer pour sa nouvelle équipe qu'en janvier 2008, pour des raisons administratives liées à son jeune âge. Il évoluera ainsi aux côtés de son joueur préféré Ronaldo, ainsi qu'avec ses compatriotes Dida, Kaká, Emerson et Ronaldinho.

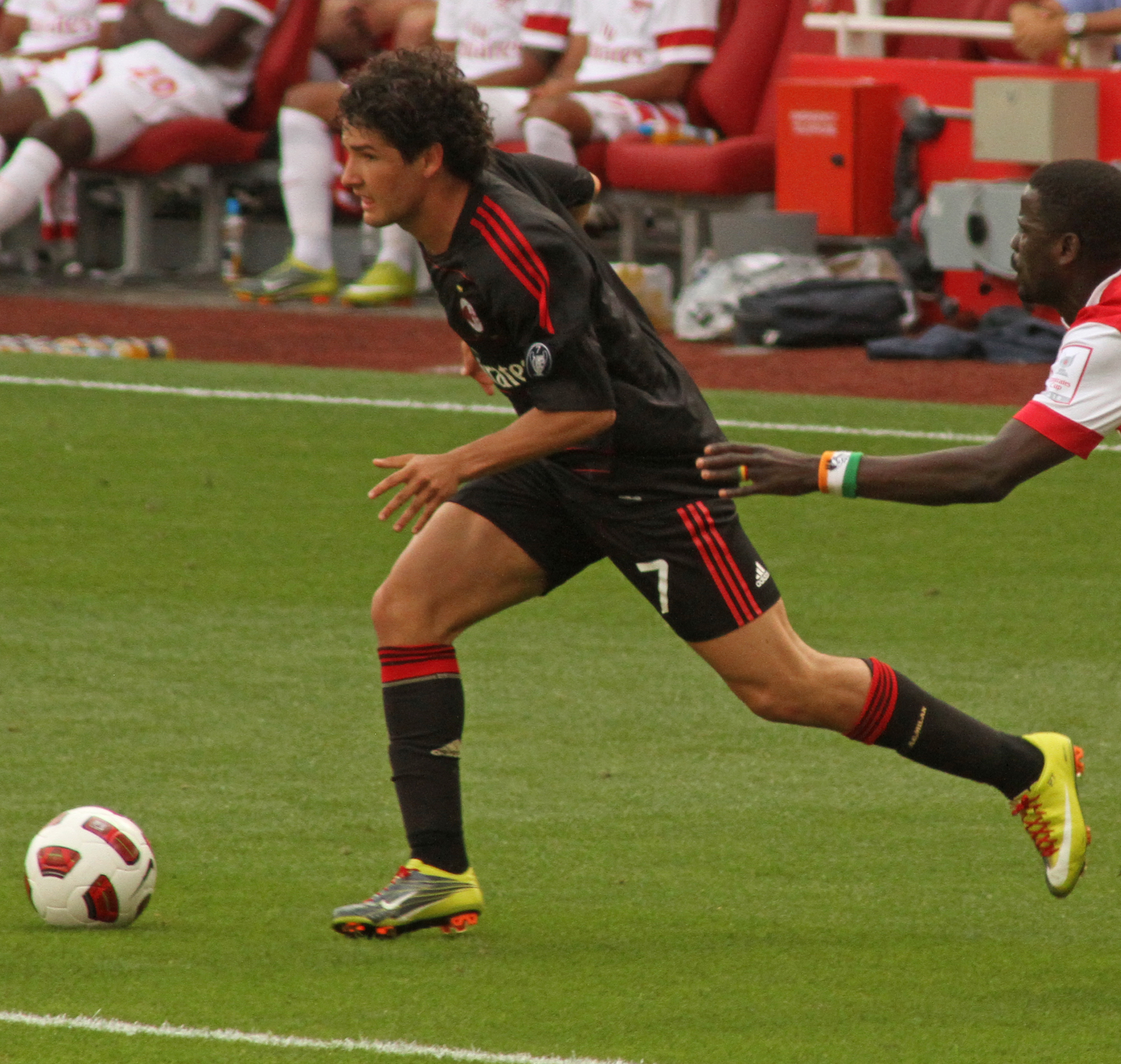
Alexandre Pato en action sous les couleurs de l'AC Milan.

Il inscrit son premier but pour le Milan le 12 janvier 2008, dans le Calcio contre Naples, lors de sa toute première entrée de jeu avec sa nouvelle équipe. La presse italienne s'enflamme alors pour ce jeune joueur qui apparaît comme étant extrêmement rapide, techniquement hors du commun et doté d'une bonne frappe. Lors des deux matches suivants, Pato reste dans l'ombre, mais est malgré cela à nouveau titularisé pour son quatrième match de championnat, lors duquel il inscrit son premier doublé sous les couleurs rouge et noir. 
Pato grimpe vite les échelons et impressionne toute l'Italie, sa montée en puissance se confirme lors de la saison suivante. Il est même titulaire incontestable au début de la saison 2009-2010, et devient le nouveau symbole du Milan AC après le douloureux départ de Kaká au Real Madrid. Malheureusement, poursuivi par les blessures, il ne joue que 22 matchs de championnat, lors desquels il marque tout de même 12 buts.
Pour la saison 2010-2011, Pato est très attendu aux côtés des nouvelles recrues milanaises Zlatan Ibrahimović et Robinho. Mais la pré-saison commence mal avec notamment plusieurs blessures à la cheville. Lors du premier match en Serie A, il inscrit déjà un doublé face au promu Lecce, mais se blesse à nouveau lors d'une rencontre en novembre 2010, et est tenu éloigné des terrains pour six semaines au moins.
Les dirigeants de l'AC Milan, exaspérés par ces blessures qui hantent la jeune pépite brésilienne, envoient Pato au Texas chez des spécialistes mondialement reconnus dans l'espoir de mettre définitivement un terme à tous ces pépins physiques. Pour son retour à la compétition en Serie A le 9 janvier contre Udinese, Pato signe un doublé, puis un autre deux semaines plus tard en Coupe d'Italie qui qualifie son équipe pour les demi-finales. Un mois plus tard, pour le match qui coïncide avec la 25e année de la présence de Silvio Berlusconi à la tête du club, il marque le très beau but de la victoire contre le Chievo Verone, puis inscrit un doublé dans la victoire décisive dans la course au titre face à l'Inter, dont le premier après seulement 41 secondes de jeu. Il marque aussi très rapidement, à la 24e seconde, le 13 septembre 2011 contre le FC Barcelone soit le but le plus rapide au Camp Nou, et le cinquième plus rapide de l'histoire de la Ligue des champions.
Malgré tous ces buts, Pato n'est plus un élément indétrônable dans l'équipe type du Milan AC. Faute à ses blessures à répétition, mais également au nouveau statut dont jouit Zlatan Ibrahimović, considéré comme fer de lance de l'attaque milanaise, et dont l'entente sur le terrain avec Pato n'a jamais été suffisamment bonne, selon l'entraîneur Massimiliano Allegri, pour les titulariser ensemble lors des matchs importants. Après sa performance en Ligue des champions face à Barcelone, le jeune brésilien n'est plus que l'ombre de lui-même et enchaîne des performances moyennes, au moment où tout le monde s'attend à ce qu'il retrouve enfin sa vivacité.
Pour la saison 2012-2013, Pato récupère le numéro 9 laissé libre par Inzaghi. Dès le début de saison, il se blesse à nouveau. Il fait son retour le 6 novembre 2012 pour le match face à Malaga : le Milan AC est mené mais grâce à un excellent coup de tête, Pato marque après 10 mois sans avoir inscrit le moindre but avec les Rossoneri, et ouvre donc son compteur de buts pour la saison 2012-2013.
Au mercato d'hiver, les dirigeants, lassés par ses blessures, décident de le mettre sur la liste des ventes. Le joueur, lui, se plaint de son manque de temps de jeu. Il est par la suite élu Bidon d'or 2012.

#### Retour au pays

##### SC Corinthians
Le 4 janvier 2013, il rejoint le club brésilien du Sport Club Corinthians Paulista pour une somme de 15 000 000 € et une clause de rachat fixée à 18 000 000 €[réf. nécessaire]. Il affirme cependant qu'il retournera au Milan AC dans peu d'années. Il portera le numéro 7. En allant au Sport Club Corinthians Paulista, il espère retrouver du temps de jeu et retrouver la sélection brésilienne.

##### São Paulo
Le 6 février 2014, il est prêté par les Corinthians après avoir été agressé par des supporters. Il rejoint donc, forcé, le club ennemi de Sao Paulo FC, dans le cadre d'un prêt de deux ans.

#### Nouvelles tentatives en Europe

##### Chelsea
Le 26 janvier 2016, Alexandre Pato est prêté à Chelsea pour six mois jusqu'à la fin de la saison, il marque alors son grand retour en Europe dans l'un des championnats les plus compétitifs. Deux mois après son arrivée, il participe à son premier match sous ses nouvelles couleurs et trouve par la même occasion le chemin des filets, sur penalty, lors du déplacement à Aston Villa le 2 avril 2016 (victoire 4-0).

##### Villarreal CF
Le 26 juillet 2016, Pato est transféré au Villarreal CF de la première division espagnole.Alexandre Pato marque son premier but lors du barrage aller de la ligue des champions 2016 face à l'AS Monaco au Madrigal.

#### Fin de carrière difficile

##### Tianjin Quanjian
En janvier 2017, il rejoint le championnat chinois et signe au Tianjin Tianhai, alors entraîné par Fabio Cannavaro.
En plein questionnement existentiel et mécontent de sa situation avec le club chinois, Pato décide de résilier officiellement son contrat avec ce dernier le 16 mars 2019.

##### Retour à São Paulo
Après son expérience chinoise, l'ex-prodige de l'AC Milan revient à São Paulo en 2019. Il quitte ensuite le club l'année suivante en résiliant son contrat qui courait pourtant jusqu'en 2022.

##### Orlando City
Sans club depuis son départ de São Paulo, il s'engage pour une saison avec Orlando City le 13 février 2021. Le 17 avril suivant, il est titularisé pour la rencontre inaugurale de la saison 2021 de Major League Soccer d'Orlando face à Atlanta United (0-0) mais sa première apparition est écourtée par une blessure en fin de partie qui le contraint à être remplacé. Si la blessure à son genou droit ne doit l'éloigner des terrains que pendant trois à six semaines, son absence s'éternise en raison de plusieurs rechutes. Ce n'est que le 20 octobre 2021 qu'il fait son retour sur les pelouses en entrant en jeu en toute fin de rencontre face au CF Montréal. Finalement, après cette saison difficile, pourtant basée sous le signe de la relance, son contrat n'est pas renouvelé par Orlando.
Le 15 janvier 2022, le club floridien annonce néanmoins la signature de Pato pour un nouveau contrat d'une saison. Auteur de performances mitigées en 2022, il obtient pour autant un temps de jeu honorable, participant notamment au bon parcours de son équipe en Coupe des États-Unis. Mais le 13 août, lors d'une partie face aux Red Bulls de New York, il est de nouveau victime d'une blessure importante qui l'éloigne des terrains jusqu'à la fin de la saison et il retourne alors au Brésil pour sa réhabilitation. Au terme de l'exercice 2022, Orlando City annonce que son contrat étant expiré, le club ne compte pas négocier pour une nouvelle entente et le Brésilien se retrouve libre.

##### Second retour à São Paulo et fin de carrière
Le 26 mai 2023, Pato revient à São Paulo pour un contrat courant jusqu'en décembre 2023, avec une option de prolongation jusqu'en décembre 2024. Cependant, il laisse son contrat expirer en décembre 2023 puis quitte le club. Le 1er janvier 2025, Pato annonce sa retraite du football professionnel.

### Carrière internationale
Pato a joué avec les équipes du Brésil des moins de 20 ans, notamment la Coupe du monde de football des moins de 20 ans 2007, où l'équipe, dont il termine meilleur buteur avec 3 buts en 4 matchs, sort en huitièmes de finale. Il joue son premier match avec l'équipe A du Brésil en mars 2008, lors d'un match amical contre la Suède, en remplaçant à la 60e minute Luís Fabiano. 12 minutes plus tard, il marque (comme à son habitude) son premier but pour sa première sélection.
Il dispute ensuite avec l'équipe de Dunga les Jeux olympiques de 2008 de Pékin. Il marque un but durant les trois matchs de poule. Toutefois, c'est Rafael Sóbis qui lui est préféré à partir des quarts de finale. L'équipe termine troisième de la compétition. 
Il participe également et remporte la Coupe des confédérations en Afrique du Sud un an plus tard en ne jouant que 28 minutes en tout dans cette compétition. 
Ses performances et surtout ses blessures récurrentes ne lui permettent toutefois pas de figurer dans la liste des 23 de Dunga pour la Coupe du monde 2010. Par la suite, avec l'arrivée de Mano Menezes, Pato devient l'attaquant titulaire du Brésil.
Le 2 septembre 2013, le jour de ses 24 ans, il est appelé en équipe nationale pour jouer contre l'Australie. Entré à la 68e minute, il inscrit un but quatre minutes plus tard.

## Style de jeu
Issu du futsal brésilien, Alexandre Pato possède une grande qualité de dribbles, particulièrement en un contre un. Habitué à jouer au centre, il joue à un nouveau poste, sur l'aile droite lors de la saison 2009/2010. Grâce à ses qualités de dribbles et sa rapidité, il s'adapte bien à ce poste qui lui permet de s'infiltrer et de déborder efficacement. Selon son compatriote Ronaldinho, il est un savant mélange de Kaká et de Lionel Messi, à la fois très rapide balle au pied et très agile. Il a aussi un bon jeu de tête, ce qui fait de lui un joueur complet. De plus il possède une grande rapidité : sa course avoisine les 36 km/h une fois lancé.

## Revenus
En 2018, le magazine The Richest estime qu'il est le quatrième joueur le plus riche au monde, avec un capital s'élèvant à 150 millions d'euros. Le joueur étant âgé que de 29 ans à cette date-là, sa fortune pourrait encore augmenter, bien qu'il ait quitté le club de Tianjin Quanjian le 16 mars 2019.

## Vie personnelle
Il s'est marié le 7 juillet 2009 avec l'actrice brésilienne Sthefany Brito (en), dont il a eu un enfant, mais leur séparation est annoncée en avril 2010.
Il est depuis l'ami de Barbara Berlusconi, la fille de Silvio Berlusconi. En septembre 2012, ils se seraient séparés, à cause de la distance.[réf. nécessaire]

## Statistiques

### Statistiques détaillées
| Saison                | Club                  | Championnat           | Championnat | Championnat | Championnat | Coupe(s) nationale(s) | Coupe(s) nationale(s) | Coupe(s) nationale(s) | Supercoupe | Supercoupe | Supercoupe | Compétition(s) continentale(s) | Compétition(s) continentale(s) | Compétition(s) continentale(s) | Compétition(s) continentale(s) | Coupe du monde des clubs | Coupe du monde des clubs | Coupe du monde des clubs | Total | Total | Total |
| Saison                | Club                  | Division              | M.          | B.          | P.d.        | M.                    | B.                    | P.d.                  | M.         | B.         | P.d.       | Comp.                          | M.                             | B.                             | P.d.                           | M.                       | B.                       | P.d.                     | M.    | B.    | P.d.  |
| 2006                  | SC Internacional      | Brasileirão           | 1           | 1           | 1           | 0                     | 0                     | 0                     | -          | -          | -          | CL                             | 0                              | 0                              | 0                              | 2                        | 1                        | 0                        | 3     | 2     | 1     |
| 2007                  | SC Internacional      | Brasileirão           | 9           | 5           | 1           | 0                     | 0                     | 0                     | -          | -          | -          | CL+RS                          | 5+2                            | 2+2                            | 0+0                            | -                        | -                        | -                        | 16    | 9     | 1     |
| Sous-total            | Sous-total            | Sous-total            | 10          | 6           | 2           | 0                     | 0                     | 0                     | -          | -          | -          | -                              | 7                              | 4                              | 0                              | 2                        | 1                        | 0                        | 19    | 11    | 2     |
| 2007-2008             | AC Milan              | Serie A               | 18          | 9           | 1           | 0                     | 0                     | 0                     | -          | -          | -          | C1                             | 2                              | 0                              | 0                              | -                        | -                        | -                        | 20    | 9     | 1     |
| 2008-2009             | AC Milan              | Serie A               | 36          | 15          | 5           | 0                     | 0                     | 0                     | -          | -          | -          | C3                             | 6                              | 3                              | 0                              | -                        | -                        | -                        | 42    | 18    | 5     |
| 2009-2010             | AC Milan              | Serie A               | 23          | 12          | 1           | 0                     | 0                     | 0                     | -          | -          | -          | C1                             | 7                              | 2                              | 1                              | -                        | -                        | -                        | 30    | 14    | 2     |
| 2010-2011             | AC Milan              | Serie A               | 25          | 14          | 3           | 3                     | 2                     | 0                     | -          | -          | -          | C1                             | 5                              | 0                              | 0                              | -                        | -                        | -                        | 33    | 16    | 3     |
| 2011-2012             | AC Milan              | Serie A               | 11          | 1           | 0           | 1                     | 1                     | 0                     | 1          | 0          | 1          | C1                             | 5                              | 2                              | 1                              | -                        | -                        | -                        | 18    | 4     | 2     |
| 2012-2013             | AC Milan              | Serie A               | 4           | 0           | 1           | 0                     | 0                     | 0                     | -          | -          | -          | C1                             | 3                              | 2                              | 0                              | -                        | -                        | -                        | 7     | 2     | 1     |
| Sous-total            | Sous-total            | Sous-total            | 117         | 51          | 11          | 4                     | 3                     | 0                     | 1          | 0          | 1          | -                              | 28                             | 9                              | 2                              | -                        | -                        | -                        | 150   | 63    | 14    |
| 2013                  | SC Corinthians        | Brasileirão           | 30          | 9           | 0           | 18                    | 6                     | 0                     | -          | -          | -          | CL+RS                          | 8+1                            | 2+0                            | 1+0                            | -                        | -                        | -                        | 57    | 17    | 1     |
| 2014                  | SC Corinthians        | Brasileirão           | 0           | 0           | 0           | 5                     | 0                     | 0                     | -          | -          | -          | -                              | -                              | -                              | -                              | -                        | -                        | -                        | 5     | 0     | 0     |
| Sous-total            | Sous-total            | Sous-total            | 30          | 9           | 0           | 23                    | 6                     | 0                     | -          | -          | -          | -                              | 9                              | 2                              | 1                              | -                        | -                        | -                        | 62    | 17    | 1     |
| 2014                  | São Paulo FC (prêt)   | Brasileirão           | 29          | 9           | 5           | 6                     | 2                     | 0                     | -          | -          | -          | CS                             | 4                              | 1                              | 0                              | -                        | -                        | -                        | 39    | 12    | 5     |
| 2015                  | São Paulo FC (prêt)   | Brasileirão           | 33          | 10          | 7           | 20                    | 13                    | 0                     | -          | -          | -          | CL                             | 6                              | 3                              | 0                              | -                        | -                        | -                        | 59    | 26    | 7     |
| Sous-total            | Sous-total            | Sous-total            | 62          | 19          | 12          | 26                    | 15                    | 0                     | -          | -          | -          | -                              | 10                             | 4                              | 0                              | -                        | -                        | -                        | 98    | 38    | 12    |
| 2015-2016             | Chelsea FC (prêt)     | Premier League        | 2           | 1           | 0           | 0                     | 0                     | 0                     | -          | -          | -          | C1                             | 0                              | 0                              | 0                              | -                        | -                        | -                        | 2     | 1     | 0     |
| 2016-2017             | Villarreal CF         | Liga                  | 14          | 2           | 2           | 3                     | 1                     | 1                     | -          | -          | -          | C1+C3                          | 2+5                            | 1+2                            | 0+1                            | -                        | -                        | -                        | 24    | 6     | 4     |
| 2017                  | Tianjin Tianhai       | CSL                   | 24          | 15          | 3           | 2                     | 2                     | 0                     | -          | -          | -          | -                              | -                              | -                              | -                              | -                        | -                        | -                        | 26    | 17    | 3     |
| 2018                  | Tianjin Tianhai       | CSL                   | 23          | 15          | 3           | -                     | -                     | -                     | -          | -          | -          | ACL                            | 11                             | 4                              | 2                              | -                        | -                        | -                        | 34    | 19    | 5     |
| Sous-total            | Sous-total            | Sous-total            | 47          | 30          | 6           | 2                     | 2                     | 0                     | -          | -          | -          | -                              | 11                             | 4                              | 2                              | -                        | -                        | -                        | 60    | 36    | 8     |
| 2019                  | São Paulo FC          | Brasileirão           | 20          | 5           | 0           | 2                     | 0                     | 0                     | -          | -          | -          | -                              | -                              | -                              | -                              | -                        | -                        | -                        | 22    | 5     | 0     |
| 2020                  | São Paulo FC          | Brasileirão           | 0           | 0           | 0           | 11                    | 3                     | 0                     | -          | -          | -          | CL                             | 2                              | 1                              | 0                              | -                        | -                        | -                        | 13    | 4     | 0     |
| Sous-total            | Sous-total            | Sous-total            | 20          | 5           | 0           | 13                    | 3                     | 0                     | -          | -          | -          | -                              | 2                              | 1                              | 0                              | -                        | -                        | -                        | 35    | 9     | 0     |
| 2021                  | Orlando City SC       | MLS                   | 5           | 0           | 0           | -                     | -                     | -                     | -          | -          | -          | -                              | -                              | -                              | -                              | -                        | -                        | -                        | 5     | 0     | 0     |
| 2022                  | Orlando City SC       | MLS                   | 22          | 3           | 5           | 5                     | 1                     | 0                     | -          | -          | -          | -                              | -                              | -                              | -                              | -                        | -                        | -                        | 27    | 4     | 5     |
| Sous-total            | Sous-total            | Sous-total            | 27          | 3           | 5           | 5                     | 1                     | 0                     | -          | -          | -          | -                              | -                              | -                              | -                              | -                        | -                        | -                        | 32    | 4     | 5     |
| Total sur la carrière | Total sur la carrière | Total sur la carrière | 332         | 125         | 38          | 74                    | 31                    | 1                     | 1          | 0          | 1          | -                              | 74                             | 27                             | 6                              | 2                        | 1                        | 0                        | 483   | 184   | 46    |

- La colonne « coupe nationale » comprend les championnats des États brésiliens.

### Buts internationaux
| #  | Date             | Lieu                                                | Adversaire     | But | Résultat | Compétition        |
| -- | ---------------- | --------------------------------------------------- | -------------- | --- | -------- | ------------------ |
| 1  | 26 mars 2008     | Emirates Stadium, Londres                           | Suède          | 1–0 | 1–0      | Amical             |
| 2  | 10 août 2010     | Stade des Meadowlands, New Jersey, États-Unis       | États-Unis     | 2–0 | 2–0      | Amical             |
| -  | 7 septembre 2010 | Sant Joan Despi, Catalogne, Espagne                 | FC Barcelona B | 2-0 | 3-0      | Match d'exhibition |
| 3  | 7 octobre 2010   | Stade Sheikh Zayed, Abou Dabi                       | Iran           | 2–0 | 3–0      | Amical             |
| 4  | 11 octobre 2010  | Pride Park, Derby, Angleterre                       | Ukraine        | 2–0 | 2–0      | Amical             |
| 5  | 13 juillet 2011  | Estadio Mario Alberto Kempes, Córdoba               | Équateur       | 1–0 | 4–2      | Copa América 2011  |
| 6  | 13 juillet 2011  | Estadio Mario Alberto Kempes, Córdoba               | Équateur       | 3–2 | 4–2      | Copa América 2011  |
| 7  | 30 mai 2012      | FedEx Field, Landover                               | États-Unis     | 4-1 | 4-1      | Amical             |
| 8  | 15 août 2012     | Rasunda Stadium, Solna                              | Suède          | 2-0 | 3-0      | Amical             |
| 9  | 15 août 2012     | Rasunda Stadium, Solna                              | Suède          | 3-0 | 3-0      | Amical             |
| 10 | 7 septembre 2013 | Stade national de Brasilia Mané-Garrincha, Brasilia | Australie      | 5-0 | 6-0      | Amical             |

## Palmarès

### En club

#### SC Internacional
- Champion du Brésil des moins de 20 ans en 2006
- Vainqueur de la Coupe du monde des clubs en 2006
- Vainqueur de la Recopa Sudamericana en 2007

#### AC Milan
- Champion d'Italie en 2011
- Vainqueur de la Supercoupe d'Italie en 2011

### Sélection du Brésil
- Champion d'Amérique du Sud des moins de 20 ans en 2007
- Vainqueur de la Coupe des confédérations en 2009
- Médaille d'argent aux Jeux olympiques d'été de 2012
- Médaille de bronze aux Jeux olympiques d'été de 2008

### Distinctions individuelles
- Golden Boy 2009 (meilleur joueur de moins de 21 ans évoluant en Europe)
- Oscars du Calcio 2009 : Meilleur jeune de la Série A de la saison 2009-2010
- Coupe de Sendai : Meilleur joueur
- Coupe de Sendai : Meilleur buteur
- Meilleur jeune joueur de l'année Serie A : 2009